# Allstedt
Allstedt (phát âm tiếng Đức: [ˈalʃtɛt]) là một thị xã thuộc huyện Mansfeld-Südharz, bang Sachsen-Anhalt, Đức. Đô thị Ahlsdorf có diện tích 31,85 km², dân số thời điểm ngày 31 tháng 12 năm 2006 là 3122 người. Allstedt có cự ly khoảng 10 km về phía đông nam của Sangerhausen. Allstedt thuộc Verwaltungsgemeinschaft Allstedt-Kaltenborn.